# Appearances: Book 1
Appearances: Book 1 è una raccolta del rapper statunitense Brotha Lynch Hung, pubblicato nel 2002 dall'etichetta discografica Black Market e pubblicato in edizione CD.

## Tracce
1. West Coast Parley
2. It's Real (feat. Master P & Mr. Serv-On)
3. So Serious (feat. Killa Tay, Marvalous & Lunasicc)
4. Tremendous (feat. Sicx & Tall Can)
5. Holloween (feat. Delinquents)
6. Gone Blown (feat. Young Ridah)
7. Had To Gat Ya 2001 (feat. Young Droop)
8. Weapons Of War (feat. First Degree The D.E., Roulette & Loki)
9. 3 Da Hardway (feat. Loki & Tre 8)
10. Sicc Wit Shit (feat. Mr. Doctor)
11. Candy With Slam (feat. Dubb Sack)
12. Betrayed (feat. Sicx & Undadog)
13. Psycho Dream (feat. Gangsta Profile)
14. None To Die For (feat. Loki)
15. Blackula (feat. First Degree The D.E.)

## Collaborazioni
- Master P
- Mr. Serv-On
- Killa Tay
- Mavalous
- Lunasicc
- Sicx
- Tall Can
- Delinquents
- Young Ridah
- Young Droop
- First Degree The D.E.
- Roulette
- Loki
- Tre 8
- Mr. Doctor
- Dubb Sack
- Undadog
- Gangsta Profile